# Hendrik Van Dievoet
Ne doit pas être confondu avec l'architecte Henri Van Dievoet. Pour les articles homonymes voir Dievoet

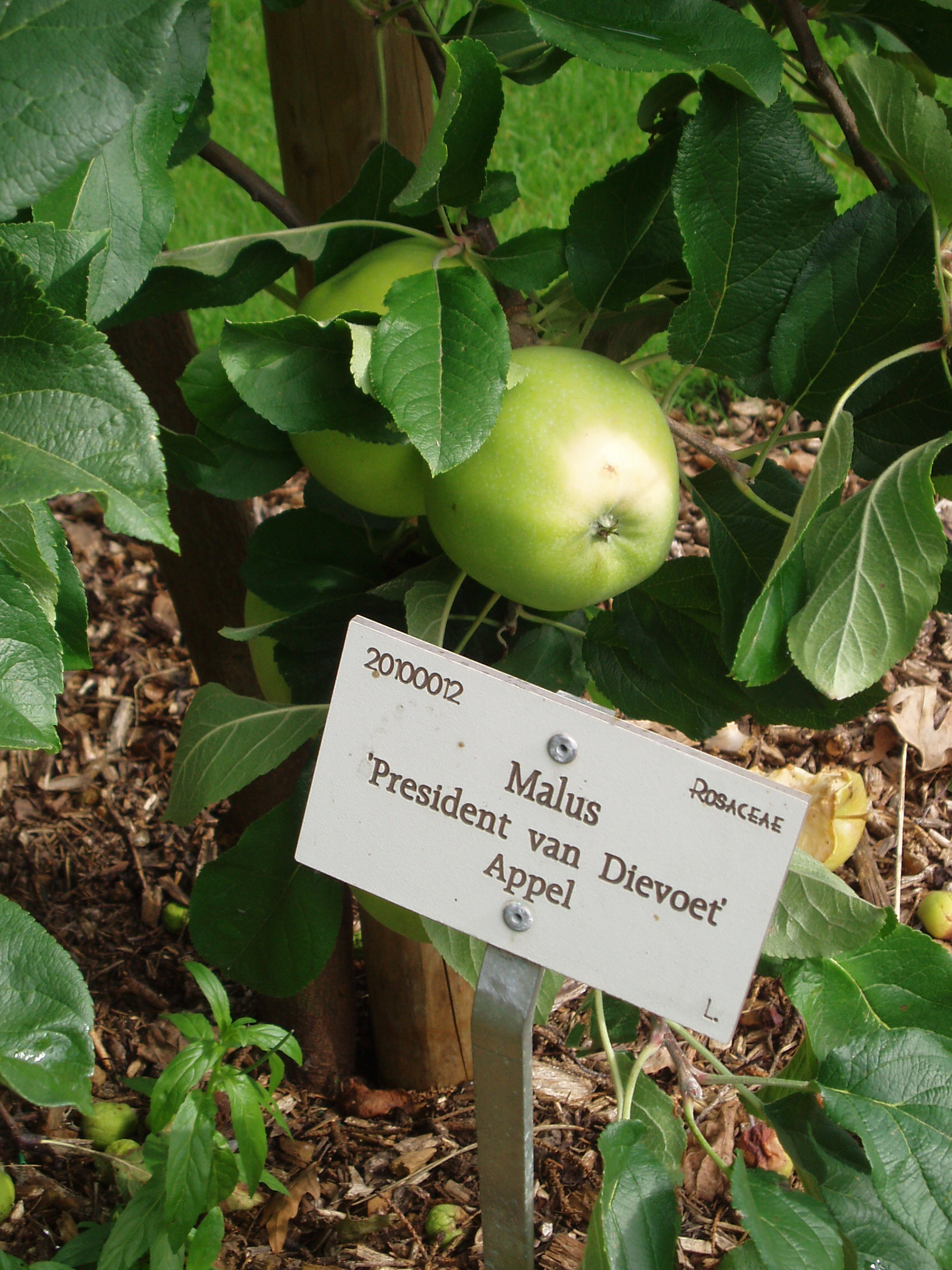
Pomme Président Van Dievoet

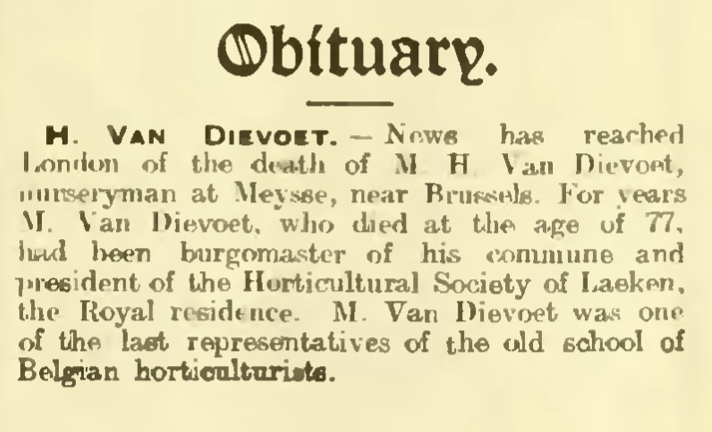
Article de presse annonçant le décès de l'horticulteur Hendrik Van Dievoet.

Henricus Van Dievoet (ou Hendrik, Henri ou Henry) (c.1840 - 1917) est un pépiniériste et horticulteur belge, bourgmestre de Meise de 1891 à 1904.
Il donna son nom à l'avenue Van Dievoet à Meise.
Il était président de la société d'horticulture de Laeken. 
Il a également donné son nom à un cultivar de pommes cabarettes, la Président Van Dievoet, qu'il créée d'après une pomme originaire des Flandres françaises. 

## Famille
Hendrik Van Dievoet, avait continué l'activité horticole de son père Pierre Joseph Van Dievoet, pépiniériste (boomkweker), fondateur de la firme "P. J. VAN DIEVOET & FILS Pépiniéristes. Fournisseurs de la Cour de Sa Majesté le Roi des Belges - Meysse (Belgique)", né le 27 décembre 1806 à Meise, qui épousa le 20 juillet 1836 à Meise, Joanna Catharina De Valck, née le 24 décembre 1807 à Meise.
Hendrik Van Dievoet est le frère de l'abbé Cornélius Van Dievoet, né à Meise le 9 décembre 1838 et décédé à Ixelles le 15 février 1910, entré au Grand séminaire de Malines le 1er octobre 1859, ordonné prêtre le 20 décembre 1862 à Malines, qui fut vicaire à Ixelles (paroisse Sainte-Croix) du 14 février 1863 au 20 septembre 1883, puis curé de la Paroisse Sainte-Croix du 21 septembre 1883 à son décès le 15 février 1910.

## Publications
- Hendrik Van Dievoet, « Folklorische Zanten », Eigen Schoon, vol. 4,‎ janvier 1914, p. 13.